# 최현자 (1962년)

## 학력
- 1980~1984 서울대학교 농가정학과 학사
- 1984~1986 서울대학교 대학원 농가정학과 석사
- 1989~1992 퍼듀대학교 대학원 소비자학과 박사

## 경력
- 한국소비자학회 공동회장
- 금융감독원 금융감독전문위원
- 한국금융소비자학회 회장
- 국가통계위원회 통계정책분과 위원장
- 서울대학교 노년은퇴설계지원센터 공동센터장
- 서울대학교 생활과학대학 소비자아동학부 소비자학전공 교수
- 서울대학교 생활과학대학 학장